# Werner d’Hargues
Jean Frédéric Werner d’Hargues (* 28. November 1890 in Berlin; † 2. August 1972 in Kiel) war ein deutscher Sanitätsoffizier in drei Marinen.

## Leben
Beförderungen
- 16. September 1914 Sanitätsmaat
- 1. Oktober 1914 Marinefeldunterarzt
- 13. Juli 1916 Marinefeldhilfsarzt
- 20. Mai 1919 Marineunterarzt d. R.
- 26. Januar 1920 Marineunterarzt
- 1. April 1921 Marineoberassistenzarzt
- 1. Juni 1922 Marinestabsarzt
- 1. Januar 1929 Marineoberstabsarzt
- 1. April 1934 Geschwaderarzt
- 1. Oktober 1936 Flottenarzt
- 1. Januar 1941 Admiralarzt

Werner d’Hargues war ein Sohn des Berliner Rechtsanwalts Eugène Oscar d’Hargues (* 1854).
1912 wurde er Mitglied des Pépinière-Corps Suevo-Borussia. Zweimal klammerte er die Erste Charge. Im August 1914 trat er in die Kaiserliche Marine ein. Bis Oktober 1914 war er bei der II. Werftdivision bzw. beim Festungslazarett Wilhelmshaven anschließend für ein Jahr eingesetzt. Es folgten die Kommandierungen auf Oldenburg (bis August 1916), Fuchs (bis Juli 1917), Zieten (bis April 1918) und Baden (Mai 1918). Anschließend war er bis Kriegsende in der Quarantäneanstalt in Cuxhaven. Seine Doktorarbeit schrieb er am Hygiene-Institut der Christian-Albrechts-Universität zu Kiel. 1920 wurde er zum Dr. med. promoviert.
Er wurde in die Reichsmarine übernommen. 1931 war er Oberarzt im Marinelazarett Kiel-Wik. Ein Jahr später war er dort Leitender Arzt der Krankenabteilungen und zusätzlich noch Oberarzt der Schiffsartillerieschule und der Marineschule Kiel-Wik. 1936 war er bei der Inspektion des Bildungswesens der Marine in Kiel. Als Flottenarzt vertrat er von Mitte August bis Mitte September 1937 und erneut von Mitte bis Ende Februar 1938 den Admiralarzt Johannes Sontag als Stationsarzt und Chef des Sanitätsamtes bei der Marinestation der Ostsee. Ebenso war er in der gleichen Position von Ende Juli bis Ende August 1939 Vertreter des Admiralstabsarztes Alfred Fikentscher bei der Marinestation der Nordsee.
Mit der Einrichtung im Oktober 1938 wurde er Chefarzt des Marinelazaretts in Wilhelmshaven und blieb dies bis Februar 1941. Anschließend war er bis August 1942 Leitender Sanitätsoffizier im Stab des Kommandierenden Admirals Frankreich. Ab September 1942 war er bis Ende März 1944 Chef des Marinemedizinalamtes im Oberkommando der Marine. Er wurde am 31. Mai 1944 zur Verfügung der Marine gestellt. Anschließend übernahm er von Juni 1944 bis zur Auflösung im Oktober 1944 in Personalunion die Marinelazarette in Eindhoven und Bergen op Zoom. Er wurde dann bis Kriegsende Chefarzt des neu eingerichteten Marinelazaretts in Arendsee (Altmark).